# Simit

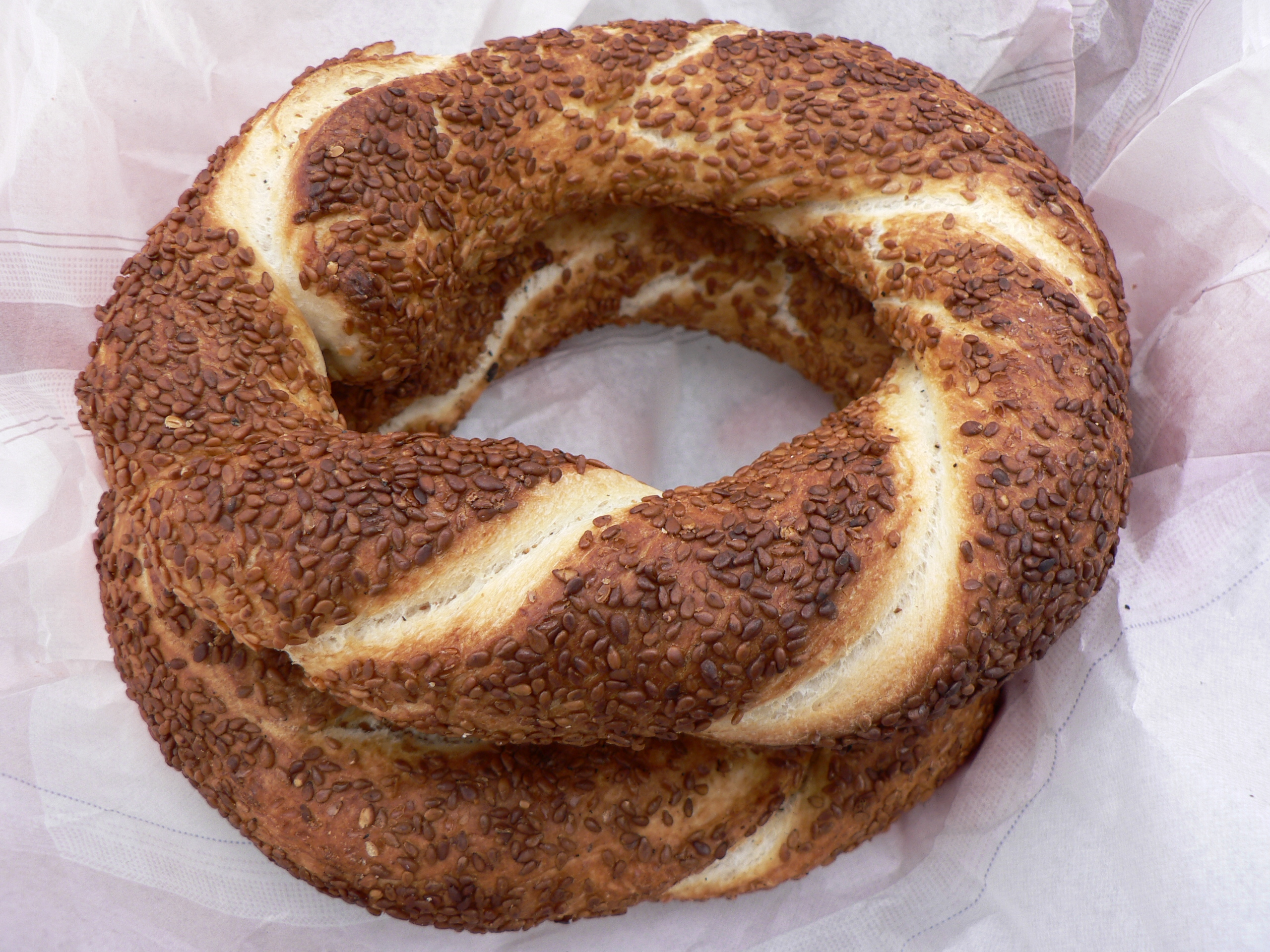
Zwei Simit auf Einwickelpapier

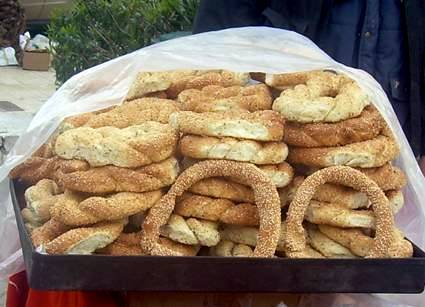
Verschiedene Koulouria

Ein Simit, deutsch Sesamring oder Sesamkringel, ist ein ringförmiges Hefeteiggebäck mit Sesamkörnern auf der Kruste. Das einem Kringel oder Bagel ähnelnde Gebäckstück ist in Südosteuropa und der Türkei verbreitet.

## Verbreitung und Bezeichnungen

### Türkei
Simit ist in der Türkei vor allem im Handverkauf bei mobilen Straßenhändlern erhältlich. In der Region von İzmir ist Simit auch als gevrek (wörtlich: knusprig) bekannt, landesweit ist das Wort „simit“ⓘ üblicher.

### Griechenland
Im Norden Griechenlands nennt man den Sesamring Koulouri (κουλούρι) nach dem antiken Brot Kollyra, welches ringförmig und den Sklaven vorbehalten war. In der Spätantike (Byzantinisches Reich) verbreitete sich der Sesamring Koulourion von Thessaloniki aus; in den Süden Griechenlands gelangte er jedoch erst im 20. Jahrhundert. Eine andere Bezeichnung war Simiti, die von Semidalis (griechisch für Hartweizen) über Semiz (arabisch) und Simit (türkisch) wieder ins Griechische gelangte.

### Restlicher Balkan
In Bulgarien und Nordmazedonien heißen die Ringe Gjewrek (Ѓеврек), in Serbien Đevrek (Ђеврек), in Albanien und im Kosovo Gjevrek. In Rumänien gibt es das Gebäck als covrig, auch in Varianten mit Salz oder Mohn sowie süß mit Apfel- oder Kirsch-Füllung.

### Deutschland
In Deutschland ist Simit mittlerweile nicht mehr ausschließlich in türkischen Bäckereien und in spezialisierten orientalischen Supermärkten erhältlich, sondern auch bei bekannten Discountern, die Brot- und Backwaren zur Selbstbedienung anbieten.

## Zutaten und Servierform
Die Zutaten sind Hefe, Wasser, Mehl, Butter, Salz und Sesam. 
Der aufgegangene Hefeteig wird zu Würsten gerollt und Ringen geformt, danach eine halbe Minute in kochendes Wasser eingetaucht, in Pekmez (eingedickter Traubensaft) getunkt und dann in Sesam gewendet. Anschließend wird er im Ofen gebacken. Ein wichtiges Merkmal ist die aufgeplatzte krosse Kruste mit weichem Innenteig. Die Eigenschaften des Simits variieren von Region zu Region etwas. Traditionell wird das Gebäck mit Schwarztee, Schafskäse und Oliven serviert. Es wird zu jeder Tageszeit gegessen, beim Frühstück auch mit Fruchtgelee, Marmelade oder Käse.